# Sihugo Green
Sihugo Green (* 20. August 1933 in New York; † 4. Oktober 1980 ebenda) war ein US-amerikanischer Basketballspieler in der nordamerikanischen NBA.
Der Guard spielte an der Duquesne University und wurde in den Jahren 1954, 1955 und 1956 zum All-American ernannt. Zudem erreichte er in der Zeit an der Duquesne University zweimal das Finale des National Invitation Tournament (1954, 1955). Er wurde dann beim NBA-Draft 1956 an erster Stelle von den  Sacramento Kings, vor Bill Russell gedraftet. In seiner Karriere erreichte er viermal die Playoffs und gewann einen Titel mit den Boston Celtics. Seine Stärke waren Assists.

## Statistiken
| Saison  | Punkte | Rebounds | Assists | FG %  |
| ------- | ------ | -------- | ------- | ----- |
| 1956–57 | 11.5   | 5.2      | 3.6     | . 350 |
| 1958–59 | 12.5   | 5.5      | 2.5     | . 352 |
| 1959–60 | 6.1    | 3.7      | 1.9     | . 372 |
| 1960–61 | 9.2    | 5.0      | 3.4     | . 366 |
| 1961–62 | 12.7   | 5.6      | 4.5     | . 377 |
| 1962–63 | 11.7   | 4.6      | 5.8     | . 411 |
| 1963–64 | 10.3   | 3.8      | 2.9     | . 415 |
| 1964–65 | 5.8    | 2.4      | 2.0     | . 413 |
| 1965–66 | 3.2    | 1.1      | 0.9     | . 387 |
| Total   | 9.2    | 4.3      | 3.3     | . 387 |